# Мюнхенвилер
Мюнхенвилер (нем. Münchenwiler) — коммуна в Швейцарии, в кантоне Берн. Находится в 1,5 км от города Муртен.
Входит в состав округа Лаупен. Население составляет 399 человек (на 31 декабря 2008 года). Официальный код — 0669.

## История
Мюнхенвилер впервые упоминается в 1080-81 гг. как Вилар (Vilar), деревня, подаренная в этот период лет братьями Жерольдом и Рудольфом де Вилар (фр. Gerold de Vilar, Rudolf de Vilar) аббатству Клюни. Вскоре в окрестности основывается католический приорат, служащий путевым пристанищем пилигримам, идущим по паломнической дороге Святого Иакова. В 1100 году оканчивается строительство церкви приората, при строительстве были использованы сполии руин римского периода из Аванша.
В 1228 году впервые упомянут как Vilar les Moinos.

## Население
История роста численности населения коммуны приведена в данной таблице:
| год  | чел. |
| ---- | ---- |
| 1764 | 171  |
| 1850 | 400  |
| 1900 | 444  |
| 1950 | 347  |
| 1980 | 290  |
| 2000 | 434  |

Уровень безработицы в коммуне — 1,93 %; по состоянию на 2005 год, в первичном секторе экономики были заняты трудом 23 человека (11 предприятий). 56 человек (7 предприятий) заняты трудом вторичного сектора, третичный сектор показывает цифры в 52 человека и 10 компаний.

## Достопримечательности
Достопримечательностью Мюнхенвилера является Замок Мюнхенвилер.